# История почты и почтовых марок Сан-Марино
История почты и почтовых марок Сан-Марино охватывает развитие почтовой связи в этом карликовом государстве начиная с XVII века, включая период использования итальянских почтовых марок и эмиссии собственных знаков почтовой оплаты Республики Сан-Марино. Республика является членом Всемирного почтового союза (с 1915).

## Развитие почты
История почты Сан-Марино восходит к 7 октября 1607 года, когда там было учреждено почтовое обслуживание. Потребности республики в почте удовлетворяло почтовое отделение, работавшее в соседнем городе Римини в Италии. Первое собственное почтовое отделение открылось в Сан-Марино в мае 1833 года. Почтовые отправления принимались ежедневно, а за день до отправления почты почтмейстер обязан был находиться в конторе «с рассвета до темноты», принимая отправления и проставляя на них штамп «Affrancata». Этот штамп в октябре 1862 года был заменён штемпелем.
Первоначально почтовая служба Сан-Марино применяла марки Сардинского королевства. Затем, после создания Королевства Италия, древнейшая республика Европы подписала почтовый договор с королевством об употреблении итальянских почтовых марок для франкирования своих почтовых отправлений. Их можно определить только по почтовым штемпелям. Первый штемпель Сан-Марино представлял собой надпись «S. Marino» в рамке из двойных линий. В 1864 году он был заменён круглым календарным штемпелем с надписью «Repubblica di S. Marino» и датой в три строки. С 1865 года был введён новый тип штемпеля в виде квадрата из точек с надписью «S. MNO», который использовался до 1877 года.
1 июля 1915 года Сан-Марино стало полноправным, самостоятельным членом Всемирного почтового союза.
В настоящее время почтовую связь в государстве обеспечивают Главное управление почт и телекоммуникаций (итал. Direzione Generale PP. TT. (Poste e Telecomunicazioni) di San Marino) и компания Poste San Marino, а за издание и распространение почтовых марок отвечает Государственное автономное предприятие по филателии и нумизматике.
| Конверт, отправленный из Сан-Марино в 1873 году, франкированный первой итальянской маркой и погашенный штемпелями третьего и второго типа |

## Выпуски почтовых марок

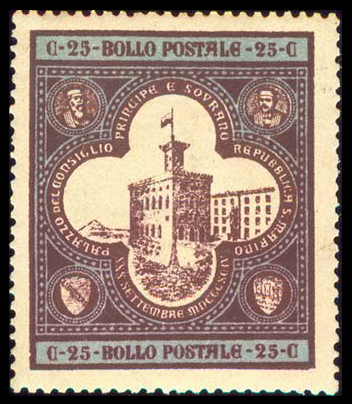
Первая коммеморативная марка Сан-Марино, 1894(Mi #23)

Почтовая марка Сан-Марино, посвящённая Анри де Байе-Латуру, 1959(Mi #616)

Стандартная марка Сан-Марино, посвящённая итальянскому астроному Галилео Галилею, 1982(Mi #1260)

### Первые марки
2 марта 1877 года между Италией и Сан-Марино был подписан новый договор, который давал республике возможность печатать собственные марки. Первые почтовые марки Сан-Марино вышли 1 августа 1877 года. Это были стандартные марки двух рисунков и пяти номиналов. На всех миниатюрах (кроме марки в 2 чентезимо) был изображён герб республики — три башни Сан-Марино на горе Монте-Титано. Эскиз марок был разработан дизайнерской фирмой братьев Пеллас (Fratelli Pellas) в Генуе. Их отпечатали на бумаге с водяными знаками в типографии «Officina Carta e Valori» в Турине.

### Последующие эмиссии
В апреле 1890 года были выпущены две почтовые миниатюры, дополнившие серию.
С июня по сентябрь 1892 года в связи с недостатком марок в 5 и 10 чентезимо на марках в 10, 20 и 30 чентезимо в местной типографии была произведена надпечатка нового номинала. Существует большое количество разновидностей и опечаток.
В 1892—1894 годах была выпущена серия из 11 марок с номиналами от 2 чентезимо до 5 лир, причём марка в 1 лиру имела тираж только 5000 экземпляров. В 2009 году каталог «Михель» оценивал её в гашёном виде в 500 евро, а чистую — в 1700 евро.
Первая серия из трёх коммеморативных марок появилась в Сан-Марино в сентябре 1894 года. Она была посвящена вводу в эксплуатацию нового здания правительства.
Первый почтовый блок вышел в августе 1937 года. Он был посвящён торжественному открытию колонны Независимости, подаренной Сан-Марино Римом.
До 1945 года в Сан-Марино было издано чуть более 300 марок. После 1945 года выпуск марок Сан-Марино значительно увеличился и стал важной статьей государственного дохода. По оценкам, 10 % дохода республики обеспечивает реализация выпускаемых почтовых марок зарубежным коллекционерам.

### Тематика
Привлекательные по рисунку почтовые марки Сан-Марино приобрели значительную популярность у филателистов всего мира. На них запечатлены многие выдающиеся личности прошлого и современности, как, например, Галилео Галилей, Анри де Байе-Латур, Роберт Штольц, Р. Нуриев и др. Выпускаются тематические серии — о спорте, флоре, фауне, изобразительном искусстве и др. Много выпусков посвящено юбилеям почтовых марок и различным филателистическим событиям. Так, например, 100-летие почтовых марок Сан-Марино было отмечено в августе 1977 года выпуском юбилейной серии из пяти марок, с рисунками, аналогичными рисунку первых марок, и юбилейной надписью. Почтовая администрация Республики Сан-Марино участвует в программах совместных выпусков марок с другими государствами.

## Другие виды почтовых марок

### Авиапочтовые

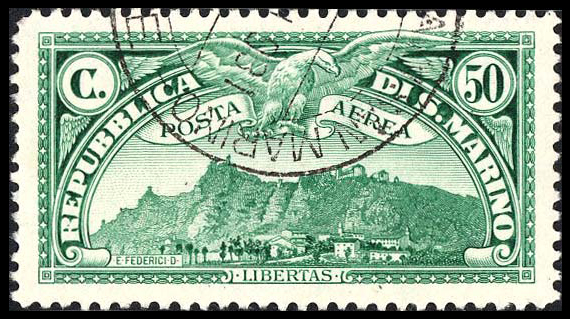
Первая авиапочтовая марка Сан-Марино, 1931(Mi #165)

Первые авиапочтовые выпуски поступили в обращение 11 июля 1931 года. Серия состояла из 10 номиналов, причём марка в 10 лир имела тираж всего 9,5 тысячи экземпляров. Эта марка остаётся самой дорогой авиапочтовой маркой республики. На миниатюрах была изображена высочайшая точка Сан-Марино гора Монте-Титано.
Для оплаты корреспонденции, перевозимой дирижаблями, в апреле 1933 года была выпущена специальная серия. На авиапочтовых марках 1931 года, переизданных в изменённых цветах, была сделана надпечатка, представляющая собой изображение дирижабля и надпись «Zeppelin / 1933». Указывался также новый номинал.
В декабре 1963 года в обращение поступила серия авиапочтовых марок с изображением современных самолётов. Она открывалась миниатюрой, на которой был запечатлён советский самолёт Ту-104А.
Последние авиапочтовые марки вышли в сентябре 1975 года в честь 75-летия первого полёта братьев Райт.

### Доплатные
Доплатные марки выпускались с апреля 1897 по июнь 1945 года. На марках всех выпусков, кроме последнего, была изображена цифра номинала в овале, на последнем — герб республики. Надпись на марках — «Segnatasse» («Доплата»). Кроме их прямого назначения, доплатные марки часто использовались как гербовые.

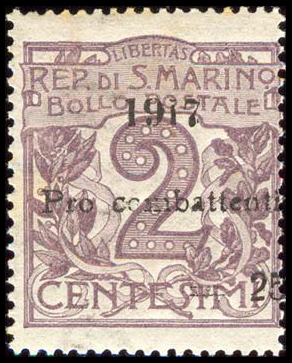
Первая почтово-благотворительная марка Сан-Марино, 1917(Mi #50)

### Почтово-благотворительные
В декабре 1917 года были выпущены первые почтово-благотворительные марки в помощь семьям добровольцев, участвовавших в Первой мировой войне на стороне Италии.

### Посылочные
С ноября 1928 по август 1972 года выпускались посылочные марки такого же типа, как и в Италии, состоящие из двух частей. Левая часть наклеивалась на формуляр, прилагаемый к посылке, а правая — на корешок, остающийся у отправителя. Рисунок у всех выпусков посылочных марок был одинаков — виды Сан-Марино. Надпись на марках — «Pacchi postale»(«Почтовые посылки»). Посылочные марки были изъяты из обращения в 1992 году.
|                                      |                                       |                                                   |                                           |
| 1897: первая доплатная марка (Mi #1) | 1928: первая посылочная марка (Mi #1) | 1924: марка для почтовых переводов (Mi #6; Yt #6) | 1907: первая марка спешной почты (Mi #49) |

### Марки для почтовых переводов
В июле 1924 года почта Сан-Марино выпустила марки для почтовых переводов, которые представляли собой итальянские марки для почтовых переводов с надпечаткой итал. «Re di S. Marino» («Республика Сан-Марино»).

### Марки спешной почты
Первая марка экспресс-доставки была выпущена в апреле 1907 года. На ней были изображены силуэт горы Монте-Титано и фигура женщины в башенной короне с флагом — символ свободы. Надпись на марках — «Espresso» («Спешная почта»). Последние марки спешной почты вышли в марте 1966 года.

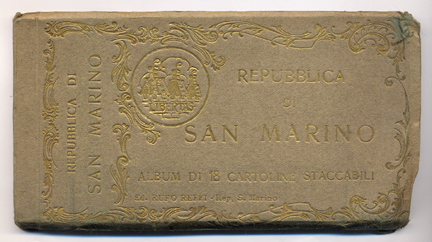
Иллюстрированный альбом для почтовых марок Сан-Марино (XIX век)